# Tipula (Vestiplex) bhutia
Tipula (Vestiplex) bhutia is een tweevleugelige uit de familie langpootmuggen (Tipulidae). De soort komt voor in het Oriëntaals gebied.